# Kotananduru
Kota-nand-uru là một mandal thuộc huyện East Godavari, bang Andhra Pradesh, Ấn Độ.